# Youngstorget

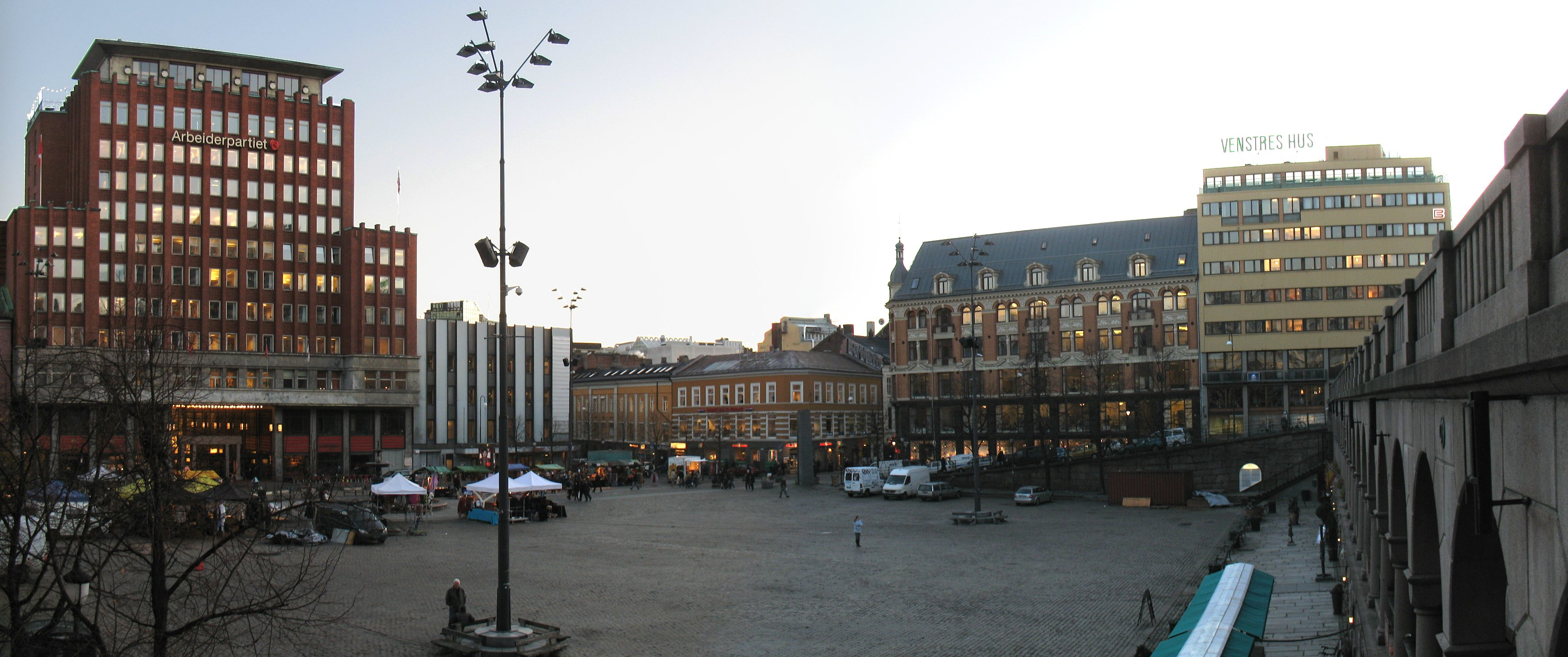
Youngstorget med Folketeaterbygningen längst till vänster.

Youngstorget är ett torg i stadsdelen St. Hanshaugen i Oslo, uppkallat efter köpmannen Jørgen Young. Torget anlades 1846, och fick namnet Nytorvet 1852 och hette så fram till 1951, även om det i folkmun alltid kallades Youngstorget. Vid Youngstorget har numera många politiska partier sina huvudkontor liksom norska LO. Det är här första maj-tågen samlas och torget används också vid många andra demonstrationer.